# Maro Makasjvili
Mariam (Maro) Makasjvili (Georgisch: მარიამ (მარო) მაყაშვილი) (Tbilisi, 25 augustus 1901 O.S. - bij Kodzjori, 19 februari 1921) was een jonge Georgische vrouw die in 1921 omkwam tijdens de invasie van het Rode Leger in de Democratische Republiek Georgië.
Ze liet een dagboek na dat uitgroeide tot een symbool voor het feminisme en het verlichtend sociaal-activisme in de mensjewistische Georgische republiek. In 2015 was Makasjvili de eerste vrouw die tot Nationale Held werd verklaard.

## Levensloop

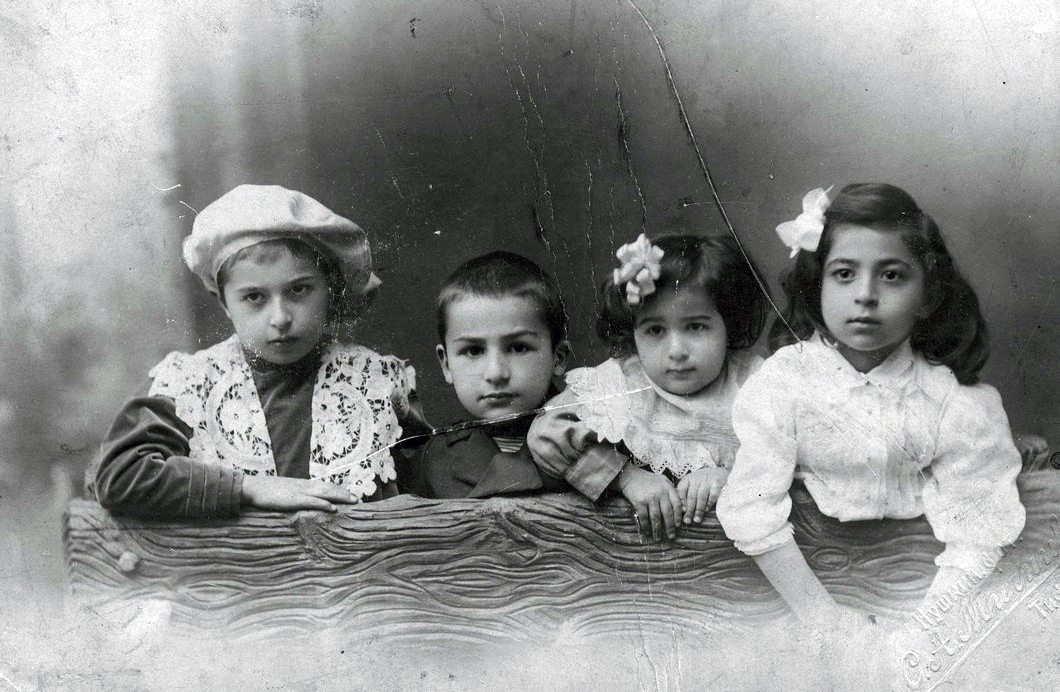
Maro Makasjvili (r) met haar jongere zussen en broer.

Maro Makasjvili werd in de Georgische hoofdstad Tbilisi geboren als eerste van vijf kinderen van Kote Makasjvili en Tamar Gabasjvili in een intellectuele familie van Georgische adel. Haar vader was een bekend dichter en een van de oprichters van de Georgische Schrijversbond. Haar grootmoeder van moederskant was schrijfster Ekaterine Gabasjvili.
In 1919 behaalde Maro Makasjvili het diploma aan het St. Nino meisjesgymnasium van Tbilisi, wat tegenwoordig openbare school nummer 47 is achter het parlement. Ze schreef zich in bij de Faculteit der Wijsbegeerte van de pas geopende Staatsuniversiteit van Tbilisi. Maro Makasjvili speelde piano en bezocht regelmatig het theater en de opera. Ze werd lid van de Georgische gymnastische vereniging 'Sjevardeni' (შევარდენი) en was actief in de gymnastische competitie.

### Patriottisme

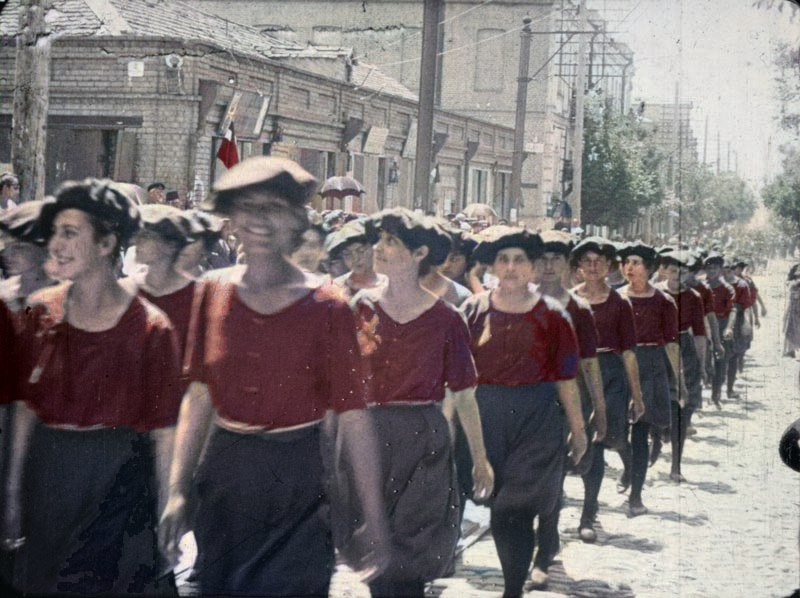
Vrouwelijke gymnasten van 'Sjevardeni' marcheren op de onafhankelijkheidsdag in 1919 door Tbilisi.

Maro Makasjvili groeide op in een Georgië dat onderdeel was van het tsaristisch Rusland, maar dat zich als gevolg van de Russische revoluties van 1905 en 1917 daarvan losmaakte en in mei 1918 de onafhankelijkheid uitriep als Democratische Republiek Georgië. Dit was voor Maro Makasjvili een belangrijke gebeurtenis waar ze in haar dagboek regelmatig over schreef. Haar vader werd in 1918 lid van de Nationale Raad van Georgië, het parlement dat de gang naar de onafhankelijkheid inzette.
In juni 1918 schreef Maro Makasjvili over de intocht van het Duitse leger, dat na het sluiten van het Verdrag van Poti Georgië kwam beschermen. Deze bescherming door een buitenlandse actor was een belangrijk dilemma voor haar en haar patriottische gevoelens. Toch zag ze de Duitse aanwezigheid als een goede zaak, maar was ze minder positief over de komst van de Britten een half jaar later. Ondanks haar zorgen over de toekomst van Georgië was ze positief en beschreef ze haar toekomstplannen: reizen naar Parijs en het leren van het Frans en Engels om hun poëzie te kunnen vertalen naar het Georgisch.

### Barmhartige zuster
In februari 1921 begon het Rode Leger een invasie van Georgië, nadat het in het zuiden van het land een lokale boerenopstand had georganiseerd. De Georgische strijdkrachten onder leiding van Giorgi Kvinitadze werden meteen gemobiliseerd. Rector Ivane Dzjavachisjvili van de staatsuniversiteit van Tbilisi riep op 16 februari 1921 zijn studenten op "om alles opzij te zetten en de wapens op te nemen tegen de vijand". Maro Makasjvili schreef zich een dag later in als 'Barmhartige Zuster' bij het Rode Kruis.
Diezelfde dag werd ze met een Georgisch regiment naar Kodzjori gestuurd, een van de verdedigingslinies op de bergrug aan de zuidrand van Tbilisi. Vanaf deze plek schreef ze strijdbare brieven aan haar vader en vroeg hem om hazelnoten en snoep te sturen. Op 19 februari kwam een delegatie parlementsleden, waaronder Kristine Sjarasjidze, bij de Rode Kruis-zusters in Kodzjori op bezoek en ontmoetten onder andere Maro Makasjvili.

### Overlijden

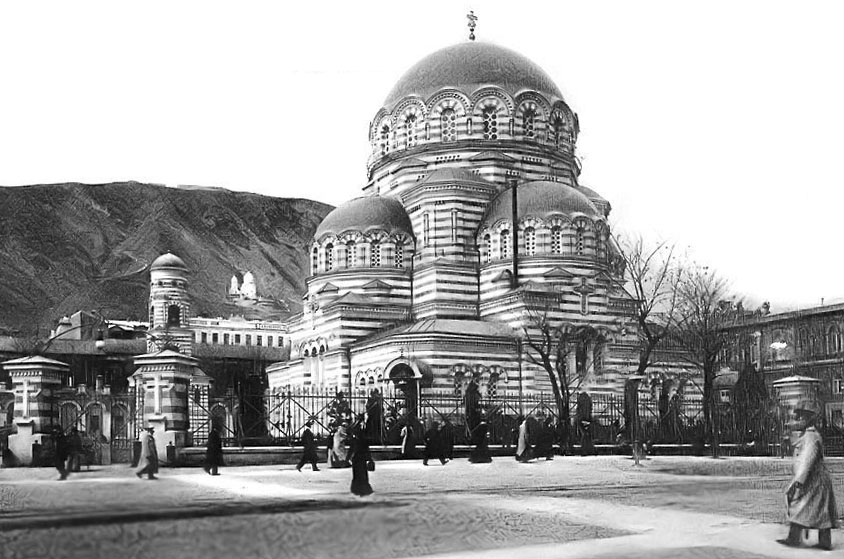
De militaire Alexander Nevski-kathedraal aan de Roestavelilaan in Tbilisi, waar Maro begraven werd. De kathedraal werd in 1930 gesloopt voor de Opperste Sovjet.

In de avond van 19 februari 1921 werd Maro Makasjvili gedood door de fragmenten van een granaat, toen ze met haar verpleegwagen op weg was tussen Tabachmela en Kodzjori. Haar dood zond schokgolven door het land. Direct na haar dood vergeleek de Georgische dichter Titian Tabidze haar in een krantenartikel met Jeanne d'Arc. Ter ere van Maro Makasjvili gebruikte Zakaria Paliasjvili de naam Maro voor de heldin van zijn opera 'Daisi' (დაისი), die in 1923 in première ging.
Haar jongere broer Sjalva, die zich ook als vrijwilliger aan het front had gemeld, ontkwam tijdens de slag om Tbilisi aan de granaten. Na de begrafenis van zijn zus zou hij zich in Gori bij de artillerie-eenheid voegen. Op 23 februari 1921, twee dagen voor de val van Tbilisi, werd Maro Makasjvili tegelijkertijd met andere omgekomen soldaten begraven op de binnenplaats van de militaire Alexander Nevski-kathedraal aan de Roestavelilaan in Tbilisi. De begrafenis werd voorafgegaan door een optocht vanaf het militaire ziekenhuis aan de noordkant van de stad.
De Sovjetautoriteiten vernielden later de graven om de sporen te wissen van degenen die tegen hun regime vochten. De kerk en de militaire begraafplaats aan de Roestavelilaan werden in 1930 gesloopt en maakten plaats voor de stalinistische nieuwbouw van de Opperste Sovjet van de Georgische Sovjetrepubliek, het hedendaagse parlement van Georgië. Het is onbekend waar haar resten zijn gebleven.

## Dagboek
Vanaf haar zestiende tot haar dood hield Makasjvili een dagboek bij, dat nu deel uitmaakt van de verzameling van het Literatuurmuseum in Tbilisi. De familietragiek van de dood van Maro Makasjvili droeg er toe bij dat het dagboek decennialang verborgen gehouden werd door haar moeder en dat er in de familie weinig over gesproken werd. De jongste zus van Makasjvili, die na haar overlijden geboren werd, doneerde kort voor haar eigen dood in 2013 alle spullen aan het Literatuurmuseum.
Het dagboek werd in 1990 voor het eerst in delen gepubliceerd in de krant Komunisti. In 2014 werd het als boek uitgegeven en in 2022 verscheen een Franse vertaling. Het dagboek is een belangrijk onderdeel geworden van de nalatenschap van Maro Makasjvili.

## Nalatenschap

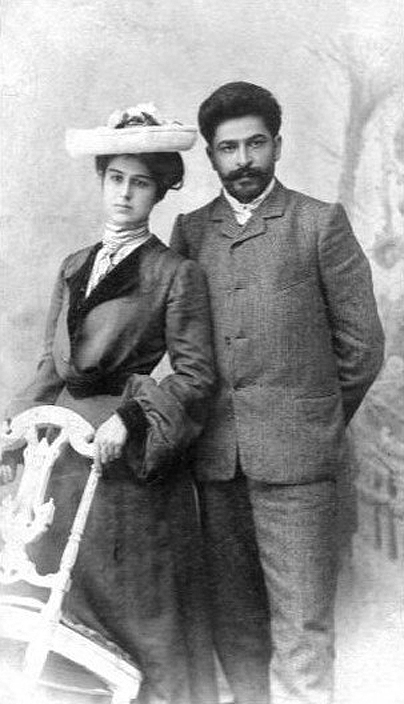
Ouders van Maro Makasjvili: Tamar Gabasjvili en Kote Makasjvili.

Het dagboek van Maro Makasjvili groeide postuum en pas in de 21e eeuw uit tot een symbool voor het feminisme en het verlichtend sociaal-activisme in de mensjewistische Georgische republiek. Maro Makasjvili uitte in het dagboek haar gedachten over vrouwenrechten, maatschappelijke betrokkenheid en sociaal activisme. Zo schreef ze over de maatschappelijke positie van vrouwen dat "de vrouw een slaaf is van het gebrek aan mogelijkheden".
Haar sociale omgeving stimuleerde haar de stem te verheffen en altijd bij haar overtuigingen te blijven. Haar sportieve activiteiten werd haar niet in dank werd genomen door tegenstanders van de vrouwensport, waaronder haar mannelijke vrienden. Makasjvili liet zich hier niet van weerhouden en werd door haar vader gesteund hierin. In het dagboek is ze stellig om zelfvoorzienend in haar inkomen te willen zijn, onafhankelijk van een toekomstige echtgenoot. Voor deze onafhankelijkheid was een goede opleiding voor haar belangrijk.
Ze hield tijdens haar diploma-uitreiking in 1919 een toespraak over de rol van vrouwen in de samenleving en met name in de politiek. Ze ging hier in op het feit dat in 1919 slechts vijf vrouwen in het parlement waren gekozen. In 1921 trotseerde Maro Makasjvili de tegenstand van haar ouders om zich bij het Rode Kruis te voegen. Ze vond het verraad aan haar eigen idealen en pleidooien voor de Georgische onafhankelijkheid dat niet te doen.
Honderd jaar na haar dood is het verhaal van Maro Makasjvili onderdeel geworden van de nationale strijd voor vrijheid en onafhankelijheid van Georgië. En meer nog, een inspiratie voor jonge Georgische vrouwen in de strijd voor gelijke vrouwenrechten en vrouwenbehandeling. In 2015 werd Maro Makasjvili als eerste vrouw geëerd met de Orde van Nationale Held.

## Eerbetoon

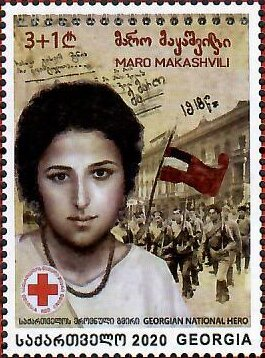
Postzegel van Maro Makasjvili (2021).

Maro Makasjvili wordt op verschillende manieren in Georgië geëerd.
- De titel van Nationale Held werd op 24 december 2015 door president Giorgi Margvelasjvili postuum aan Maro Makasjvili toegekend. Ze was daarmee de eerste vrouw die deze hoogste Georgische onderscheiding kreeg. De ceremonie vond plaats bij het Heldenmonument in Kodzjori-Tabachmela op de heuvels boven Tbilisi. Een oomzegger van Makasjvili nam de onderscheiding in ontvangst.[13][14]
- Een kleine tuin op het terrein van de Nationale Bibliotheek van Georgië in Tbilisi werd op 16 oktober 2015 naar Maro Makasjvili vernoemd.[15]
- In 2020 werd in het dorp Tserovani met Amerikaanse steun het 'Rehabilitatiecentrum voor gewonde soldaten' geopend dat naar Maro Makasjvili is vernoemd.[16]
- In het parlement van Georgië werd in december 2021 een vergaderruimte naar Maro Makasjvili vernoemd.[17]
- Ter herinnering aan 100 jaar sinds de sovjetisering van Georgië werd op 25 februari 2021 een postzegel goedgekeurd met daarop Maro Makasjvili, als eerbetoon aan de Georgische helden die zich opofferden voor de onafhankelijkheid van hun vaderland.[18] De postzegel kwam later dat jaar in roulatie. De frankeringswaarde was drie Georgische lari, plus een extra lari als donatie aan het Georgische Rode Kruis. Er werden tienduizend postzegels in roulatie gebracht, plus nog eens 500 die als donatie van de Georgische overheid aan het Rode Kruis golden.[19]

## Monodrama 'Maro'

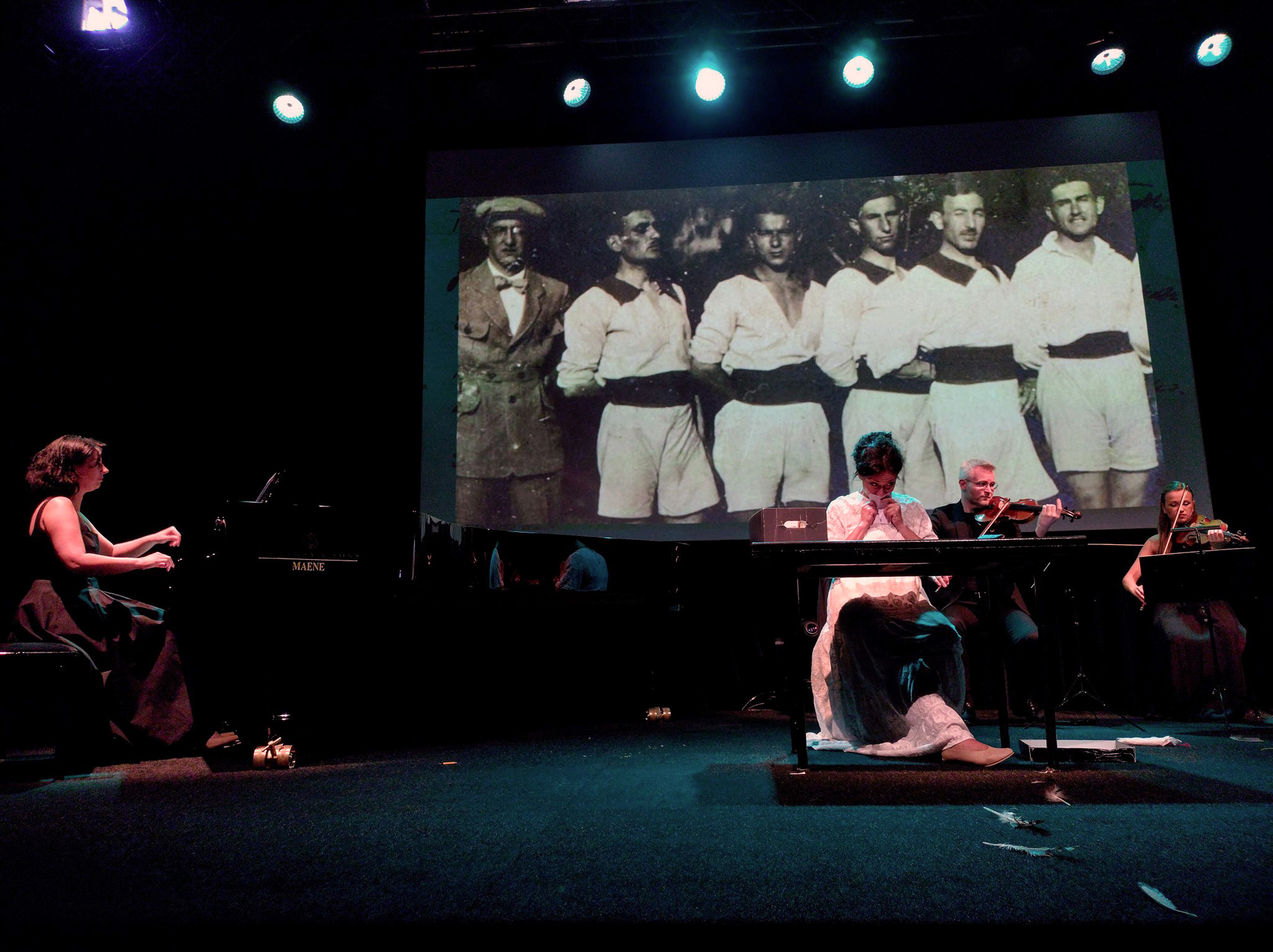
De voorstelling 'Maro' tijdens het Delft Chamber Music Festival in 2022.

Tijdens het Delft Chamber Music Festival van 2022 werd het monodrama Maro, a monodrama for mezzo soprano, string quartet and piano ten gehore gebracht. Mezzosopraan Nana Dzidzigoeri zong in de rol van Maro Makasjvili en werd muzikaal begeleid door Nino Gvetadze op piano en door het Poolse Meccore String Quartet.
Festivaldirecteur Nino Gvetadze nam in 2021 het initiatief tot het stuk, dat werd gecomponeerd door de Nederlandse pianist Thomas Beijer, de Georgische dichteres Salome Benidze en de Duitse dramaturg Klaus Bertisch, die ook de begeleidende enscenering verzorgde. Gvetadze zei over het monodrama "Toen dit plan vorig jaar ontstond, leek de oorlog in Oekraïne nog onvoorstelbaar. Inmiddels zijn er duizenden Maro’s bijgekomen: verhalen over verwoeste beloften en levens". Gvetadze zei dat dit het verhaal is van meiden die al hun dromen en plannen opofferden voor de liefde voor het moederland.